# Jan Koenraad Geurts
Jan Koenraad Geurts (Echt, 24 augustus 1918 – Nijmegen, 2 december 1970) was een Nederlands burgemeester.
Hij werd geboren als zoon van Johannes Hubertus Geurts (*1882) en Maria Petronella Sibilla Hermans (1881-1948). In 1946 werd hij benoemd tot burgemeester van Montfort en in mei 1958 volgde zijn benoeming tot burgemeester van Horst. In 1967 werd hij ziek waarop hem in augustus 1970 ontslag werd verleend. Enkele maanden later overleed Geurts op 52-jarige leeftijd. In Horst werd de 'Burgemeester Geurtsstraat' naar hem vernoemd.
In Montfort werd de ‘Burgemeester Geurtsweg’ naar hem vernoemd.
- Virtual International Authority File: 5151156762949841300004
- WorldCat: E39PBJpv4bcmDddFVKbjm8hJXd